# Mount Usborne
Mount Usborne (špa.Cerro Alberdi) je najviši vrh na Falklandski otocima, visok je 706 m. Ime je dobio po Alexander Burns Usborneu časniku na brodu Beagle od Charlesa Darwina

## Vanjske poveznice
- Mount Usborne